# سعد الحربي
سعد حمد الحربي (10 سبتمبر 1988)، لاعب كرة قدم سعودي، يلعب في خط الهجوم حالياً في نادي النجوم.

## بداياته
كانت بداياته مع نادي الفتح ولعب بعدها في العربي و الخليج و النهضة و نادي النجوم و نادي العين و نادي هجر و النادي العربي و نادي العلا.